# Sockel 2
Der Sockel 2 war eine Weiterentwicklung des Sockel 1 für die Intel Pentium Overdrive- und i486DX4-Prozessoren.
Typische Chipsätze für Sockel 2-Mainboards sind der Intel 420 Chipsatz (Saturn I) und der 82C480 von VLSI Technology. Sockel 2-Mainboards unterstützen PCI 2.0 und Fast Page Mode DRAM. Für die Vervielfachung des internen Prozessortaktes aus dem FSB-Takt werden ganzzahlige Multiplikatoren bis 3× unterstützt.
Der Sockel 2 wurde durch den Sockel 3 ersetzt, der neben 5 V Prozessorkernspannung (Vcore) auch 3,3 V und 3,45 V bereitstellt.